# Wonoyoso (Kuwarasan)
Wonoyoso is een bestuurslaag in het regentschap Kebumen van de provincie Midden-Java, Indonesië. Wonoyoso telt 2400 inwoners (volkstelling 2010).